# Pravdivé lži
Pravdivé lži (v originále True Lies) je americká akční komedie z roku 1994 režírovaná Jamesem Cameronem. V hlavních rolích vystupují Arnold Schwarzenegger a Jamie Lee Curtis. Film je remakem francouzského filmu La Totale! (Podtrženo, sečteno!) z roku 1991.

## Děj
Harry Tasker (Arnold Schwarzenneger), v běžném životě prodejce počítačového softwaru, je ve skutečnosti špičkovým špiónem, pracujícím v naprostém utajení. Jeho žena Helen Tasker (Jamie Lee Curtis), je znuděna monotónním životem a workoholismem svého manžela. Touží po dobrodružství, které ji dává výmluvný prodavač ojetin Simon (Bill Paxton), vydávající se před ní za tajného agenta. Harryho a jeho ženu zajmou teroristé, kteří chtějí použít ukradené jaderné bomby ke zničení amerických měst. Harry, Helen a dcera Dana (Eliza Dushku) musí proti jejich plánům bojovat.

## Obsazení
| Arnold Schwarzenegger | Harry Tasker – špion                                               |
| Jamie Lee Curtis      | Helen Tasker – Harryho manželka, úřednice                          |
| Tom Arnold            | Albert Gibson – Harryho parťák                                     |
| Tia Carrere           | Juno Skinner – sličná a vychytralá obchodnice se starověkým uměním |
| Marshall Manesh       | Jamal Khaled – cholerický vůdce teroristické skupiny Krvavý džihád |
| Grant Heslov          | Faisil – počítačový expert, špion                                  |
| Eliza Dushku          | Dana Tasker – dcera Harryho a Helen                                |
| Bill Paxton           | Simon – milenec Helen Tasker                                       |
| Art Malik             | Salim Abu Aziz – terorista                                         |
| James Allen           | plukovník                                                          |